# Pitika Ntuli
Pitika Ntuli (Springs, 1942) es un escultor, poeta, escritor y académico sudafricano que pasó 32 años exiliado en Suazilandia y el Reino Unido.